# Sayf
Sayf (pronunciato /ˈseif/; anche scritto saYf), pseudonimo di Adam Sayf Viacava (Genova, 23 marzo 1999), è un rapper e cantautore italiano.

## Biografia
Figlio di padre italiano e madre tunisina (che si separeranno quando lui avrà nove anni), Sayf trascorre l'infanzia tra la città di nascita, Rapallo e Santa Margherita Ligure. Impara a suonare la tromba alle scuole medie e intorno ai quattordici anni si appassiona al rap.
A fine 2017, crea con il genovese Zero Vicious (già produttore di Tedua e Vaz Tè) e altri artisti il collettivo Luvre Muzik. Nel 2019, in collaborazione con i membri di Luvre Muzik e di Shank, pubblica in maniera indipendente il mixtape Sono triste, comprendente 25 tracce (poi "rinnegato" dallo stesso Sayf). Nel 2020 lancia il mixtape Everyday Struggle, scritto durante la pandemia da COVID-19 a Sesto San Giovanni, dove si era trasferito a diciott'anni prima di essere costretto a fare rientro in Liguria.
Nel 2024 fonda il collettivo Genovarabe insieme a Helmi Sa7bi, Sossy, Marvin e Vincè, con cui realizza numerosi pezzi. Sayf acquista visibilità sulla scena nazionale nel 2025, dopo aver firmato un contratto con ADA/Warner e aver pubblicato l'EP Se Dio vuole e i singoli Pachamama (con Rhove) e Chanelina Soubrette (con Disme ed Ele A). Lavora anche per Sugar Music come autore. La sua prima esibizione dal vivo è alla Santeria Toscana 31 di Milano nell'aprile 2025. Il singolo Figli dei palazzi (feat. Néza) raggiunge la posizione numero 53 in classifica.
Collabora in seguito con l'artista genovese Bresh a Erica, traccia dell'album Mediterraneo, uscito all'inizio di giugno 2025. Poco dopo esce il singolo Sto bene al mare, un featuring di Marco Mengoni con Sayf e Rkomi (co-autori del brano), che raggiunge il 25º posto. Viene selezionato per Radar 2025, il programma di Spotify per accompagnare il lancio di artisti emergenti.
Attualmente è prodotto da Jiz e Dibla.

### Vita privata
Sayf vive a Rapallo. Si definisce credente "a modo suo", praticando dell'islam solo alcuni aspetti culturali.

## Stile e influenze
Lo stile di Sayf è stato descritto come più fresco, libero e leggero rispetto ai modelli dominanti sulla scena rap locale e internazionale. Le influenze di cui risente comprendono, oltre alle origini tunisine e genovesi, samba, cumbia, trap e melodico italiano – con diversi brani introspettivi, nostalgici o a tema amoroso e omaggi ad artisti quali Gino Paoli, Adriano Celentano, Franco Califano e Vinicio Capossela.  L'artista afferma di essere stato influenzato anche dalla musica fattagli ascoltare dal padre durante l'infanzia, che spazia da De André e PFM alla musica araba e quella indiana.

## Discografia

### EP
- 2025 – Se Dio vuole

### Mixtape
- 2019 – Sono triste (non ufficiale)
- 2020 – Everyday Struggle

### Singoli
- 2017 – Deep Side
- 2017 – Pigz
- 2018 – Sabbie di velluto
- 2019 – Mumble (feat. Gorka)
- 2019 – 160streetZ (Ubriaco a marzo)
- 2019 – Yves Saint Laurent (feat. Gorka)
- 2019 – Oh raga, bombe? (feat. Guesan)
- 2019 – 1998 (Nessuno nasce odiando)
- 2020 – La santa (feat. Nebbia)
- 2020 – Il ballo dello straniero
- 2020 – Prospettiva (feat. Neoz 412)
- 2021 – Telegiornale
- 2022 – ¿Tito, che succ? (feat. Zero Vicious)
- 2022 –  Satta Massagana
- 2022 – Una cotta per te
- 2023 – Come mai?
- 2023 – Peroperò
- 2023 – Nina
- 2023 – Mbappé
- 2023 – Gas
- 2024 – Stelle
- 2024 – Mio fratello (feat. Helmi Sa7bi)
- 2024 – Tr*p (feat. Sgribaz)
- 2024 – Genovarabe Freestyle (feat. Helmi Sa7bi)
- 2024 – Smokin' Hot
- 2024 – Tiroteo
- 2024 – Mia
- 2024 – Chanelina Soubrette (feat. Disma & Ele A)
- 2024 – Fortuna (feat. 22simba)
- 2024 – Facciamo metà
- 2024 – Soltanto se
- 2025 – Marinè (feat. Kuremino & Sethu)
- 2025 – Se Dio vuole (Intro)
- 2025 – Pachamama (feat. Rhove)
- 2025 – Egoista
- 2025 – L'alba
- 2025 – Figli dei palazzi (feat. Néza)
- 2025 – Una Can

#### Collaborazioni
- 2018 – Bomboclaat (Guesan feat. Sayf & Zero Vicious)
- 2020 – Le monde est à nous (Guesan feat. Sayf & Zero Vicious)
- 2020 – 149 Chill (Zero Vicious feat. Sayf, Jleeno & Patrick)
- 2020 – Quarantena bis (St Luca Spenish feat. Zero Vicious, Sayf & Guesan)
- 2020 – Jambo (43ena) (MH & Hotsteppa feat. Sayf)
- 2020 – Full Immersion (Plata feat. Sayf)
- 2021 – Jamais vu (Buio feat. Sayf)
- 2021 – Bando (Zero Vicious feat. Sayf & Jleeno)
- 2021 – Con te / con me (Kiddo feat. Sayf & Zazza)
- 2024 – Genovarabe (Helmi Sa7bi feat. Sayf, Sossy & Vincè)
- 2024 – Soltanto se (Promessa feat. Sayf)
- 2025 – Il Doc 5 (VillaBanks, Guè & FT Kings feat. Sayf & Glocky)
- 2025 – Players Club '25 (Night Skinny feat. Glocky, Rrari Dal Tacco, Promessa, Latrelle, Ele A, Sayf, Melons & Faneto)
- 2025 – 2trap (Helmi Sa7bi feat. Sayf)
- 2025 – Fuorilegge (Disme feat. Sayf)
- 2025 – Sto bene al mare (Marco Mengoni feat. Sayf & Rkomi)

## Programmi televisivi
- TIM Summer Hits (Rai 1, 2025) – ospite